# Considered harmful
In informatica e discipline correlate, considered harmful è una frase utilizzata popolarmente nei titoli di diatribe e altri saggi critici (ci sono almeno 65 lavori di questo tipo). È stata resa popolare dalla lettera di Edsger Dijkstra Go To Statement Considered Harmful, pubblicata nel marzo 1968 e Communications of the ACM (CACM), nel quale critica l'uso eccessivo di istruzioni GOTO nei linguaggi di programmazione dell'epoca e sostiene invece la programmazione strutturata. Il titolo originale della lettera, così come inviato dal CACM, era A Case Against the Goto Statement (Un Caso Contro l'Istruzione Goto), ma l'editor del CACM Niklaus Wirth cambiò il titolo al nuovo reso immortale Go To Statement Considered Harmful. Frank Rubin pubblicò una critica alla lettera di Dijkstra nel marzo 1987 dov'è apparsa con il titolo di  'GOTO Considered Harmful' Considered Harmful. Nel Maggio del 1987 il CACM stampò ulteriori risposte, pro e contro, con il titolo  '"GOTO Considered Harmful" Considered Harmful' Considered Harmful?. La risposta di Dijkstra su questa controversia fu intitolata On a somewhat disappointing correspondence.
Secondo il linguista Mark Liberman, considered harmful fu un cliché giornalistico, usato nelle prime pagine, ben prima dell'articolo di Dijkstra. Cita il titolo in una lettera pubblicata il 12 agosto, 1949 sul The New York Times: "Rent Control Controversy / Enacting Now of Hasty Legislation Considered Harmful".

## Varianti
Alcune varianti con rimpiazzi di aggettivi (considered silly, etc.) sono stati notati in gergo hacker.
Molte varianti che trattano di problemi inerenti ai computer, come "'Reply-To' Munging Considered Harmful",
"XMLHttpRequest Considered Harmful", "Csh Programming Considered Harmful" e
"Geek Culture Considered Harmful to Perl".
Il consulente di Web design Eric Meyer si focalizzò sulla lettera, a sua volta: "Considered Harmful Essays Considered Harmful".

## Saggi correlati
- William Wulf e Mary Shaw, Global Variable Considered Harmful, in ACM SIGPLAN Notices, vol. 8, n. 2, febbraio 1973,  pp. 28–34.
- Letter O Considered Harmful, in proposal considered by X3J3 members, Brookhaven National Laboratory, Upton, NY, X3J3: ANSI Fortran Standards Committee, 15-19 novembre, 1976. (Full proposal text was included in post-meeting distribution; see Fortran for summary.)
- Rob Pike and Brian Kernighan, UNIX Style, or cat -v Considered Harmful, in USENIX, 1983.
- John McCarthy, Networks Considered Harmful for Electronic Mail, in CACM, vol. 32, n. 12, dicembre 1989,  pp. 1389–1390.
- CA Kent, JC Mogul, Fragmentation Considered Harmful, in ACM SIGCOMM Computer Communication Review, gennaio 1995.
- Tom Christiansen, Csh Programming Considered Harmful, su faqs.org, ottobre 1996. See C shell.
- Peter Miller, Recursive Make Considered Harmful, in AUUGN Journal of AUUG Inc., vol. 19, n. 1, 1998,  pp. 14–25 (archiviato dall'url originale il 30 marzo 2015).
- Jonathan Amsterdam, Java's new Considered Harmful, in Software Development Magazine, febbraio 2002.
- Ian Hickson, Sending XHTML as text/html Considered Harmful, su hixie.ch, settembre 2002.
- Eric A. Meyer, "Considered Harmful" Essays Considered Harmful, su meyerweb.com, dicembre 2002.
- C. Ponder, B. Bush, Polymorphism considered harmful, in ACM SIGPLAN Notices, vol. 27, n. 6, 1992,  pp. 76–79.
- J Yoon, M Liu, B Noble, Random Waypoint Considered Harmful, in Infocom, aprile 2003.
- Erik Möller, Creative Commons -NC Licenses Considered Harmful, su freedomdefined.org, settembre 2005.
- A Mishra, V Shrivastava, S Banerjee, W Arbaugh, Partially Overlapped Channels Not Considered Harmful, in Sigmetrics, giugno 2006.
- Alexander Sotirov, Marc Stevens, Jacob Appelbaum, Arjen Lenstra, David Molnar, Dag Arne Osvik, Benne de Weger, MD5 considered harmful today - Creating a rogue CA certificate, su win.tue.nl, dicembre 2008.